# Samper del Salz
Samper del Salz è un comune spagnolo di 147 abitanti situato nella comunità autonoma dell'Aragona.